# レホボス・バスター
レホボス・バスター（アフリカーンス語: Rehoboth Basters）は、ナミビアにおける民族。略称は「バスター」。

## 概要
アフリカーナーやドイツを主とするヨーロッパからの移民である白人男性と、先住民であるコイサン人や、18世紀頃にケープ植民地を経由してナミビアへ移住した奴隷である、マレー人女性の間に生まれた混血人種である。19世紀後半以降に、同国中部のレホボスと、その周辺にコミュニティを形成するようになった。自国や南アフリカ共和国のアフリカーナーやカラードとは、言語や文化面において、深い歴史的関係を有している。また、北ケープ州に居住する南アフリカにおける同様の混血人種も、自ら「バスター」を自称している。
「バスター」という呼称は、「ろくでなし」「落胤」を意味するオランダ語の"bastaard"という単語に由来している。一部の人々はこの呼び名を蔑称と捉えているものの、バスターたち自身は「誇り高き名前」として再解釈して、自身の祖先と歴史を語り、否定的な意味合いにもかかわらず、同称をナミビアにおける文化の一部として扱うことを主張している。
1999年に第6代部族長として選出されたジョン・マクナブは、同国の憲法において、公的な地位は付与されていないものの、代表なき国家民族機構などにおける、民族代表としての公務を担う役割を果たしている。
レホボスにおける部族長協議会は、1990年の独立に伴い成立した新政府の下では、地域協議会に置き換えられることとなった。
現在のバスターの正確な人口は不明とされているが、約35,000〜40,000人と推測されている。独立後のナミビアにおいては、同国の人口の半分を占めるオヴァンボ人が、政財界を牛耳るようになって以来、バスターの文化とアイデンティティの存続が疑問視され始めている。バスターの政治家や活動家は、オヴァンボ人による政策を自らのコミュニティに対して差別的であると主張し続けている。

## 起源
バスターは、主に白人社会に同化した混血人種のことである。この呼称は「現地に精通した白人系住民」のコミュニティを指し、アメリカ合衆国でいうところの「ハイ・イエロー」のように、白人を除くケープ植民地における住民の中では、最上位の地位を保持することとなった。バスターの一部は、白人の雇用主と非白人の使用人達の間に立つ、中間管理職としての役割を担った。また、その多くは雇用主である白人男性の非嫡出子として生まれたにもかかわらず、家族同然の扱いを受けるケースが多かった。
バスターの社会には、農場主としての地位を盤石なものにするなど、ビジネスでの成功によって財をなした、混血ではないコイコイ人と自由黒人も含まれていた。近似した背景を持つ民族としては、オランダ語を話し、ヨーロッパ式の生活様式を実践したカラードとコイコイ人を指すオーラム人がいるが、一部のバスターが「オーラム」と呼ばれることもあった。
18世紀初頭、バスターは植民地に農場を所有することが多かったが、白人の入植者が増えるにつれ、次第に土地の所有権をめぐる競争と、人種差別の圧力が強まり、政府と白人の商売敵によって抑圧されるようになった。土地を手放した一部の人間は、カラードと同等の使用人になる道を選んだが、白人に屈することを拒んだ者たちは、周辺の土地へ移住し、開拓するようになった。1750年ごろから、植民地の北西端にあるKamiesbergeは、農場主であるバスター達の主要な居住地となり、その一部は多くの使用人や顧客を抱えることに成功した。
1780年頃以降、同地における白人からの弾圧が激化したことに伴い、多くのバスターの世帯が、内陸部の未開拓地へ移住することを選んだ。彼らは、オレンジ川中部の盆地に定住することとなり、後にロンドン伝道協会の宣教師から「グリクア人」と改名するように提案されることとなった。

## ナミビア中部開拓時代
1868年に、バスターはケープ植民地を離れ、北部の内陸部の土地を開拓する意向を発表し、翌1869年に最初の30世帯が同地を去った。彼らは現在のナミビア中部のナミブ砂漠とカラハリ砂漠の間にある高原にあたるレホボスに定住し、牧畜によって生計を立てるようになった。その後は、1871年から1907年までドイツ礼賢会から派遣された宣教師であるヨハン・クリスチャン・フリードリヒ・ハイデマンに仕えることとなった。
レホボスにおけるバスターの人口は、1872年には333名にまで達した。その後も、ケープ植民地に残っていた70世帯のうち、最終的には約60世帯がそれに追従する形でレホボスへ移住し、1876年までにその人口は800名までに増加した。これに伴い、「レホボス自由共和国」の建国を宣言するとともに、現在ではバスターの民族旗とされている、当時のドイツ国旗をモチーフとした国旗をデザインした。また、独自の憲法（アフリカーンス語: Vaderlike Wette）を制定・採用し、法としての効力が失われた21世紀の現在でも、バスターにとっての行動規範の核として受け継がれている。
1870年代に、レホボスのバスターは一貫して近隣のナマ人とヘレロによる大規模な窃盗団からたびたび襲撃を受け、家畜を強奪され続けた。1880年に、オーラム人の一部がヘレロに対して蜂起したことを期に、生存のためにバスターは彼らと同盟を結び、損害を被りながらも1884年頃まで抵抗を続けた。
1880年代になると、レホボスのバスター社会には、ハイデマンの手引きによって、レホボス以外に居住していた一部のバスターたちが合流する様になった。

## ドイツ統治時代
ドイツによる併合の過程で、バスターの部族長であるヘルマナス・ファン・ヴィックは、1884年10月11日に同地における原住民としては初めてドイツ帝国との間に、外交をはじめとする行政権におけるバスターの権限が大幅に削減される代償に、ドイツ人とバスターの共存を保証する内容の保護友好条約に署名した。
1893年に、ドイツはバスターに対して独自の憲法の適用を認める居留地を設置し、以降もバスターの代表による領域の拡大を求める交渉が続けられた。ドイツ人の居留地は、バスターの統治区域よりも面積が広く、同区域内においてはドイツの植民地法が適用されていた。また、その土地の大部分は、ドイツ人入植者が所有する農場として開発された。
1895年には、バスターの兵役義務に関する条約が批准されたことに伴い、バスターによる軽歩兵部隊が設置され、ドイツ帝国軍とともに、先住民による反乱の鎮圧にあたった。特に、1904年から1907年にかけてのヘレロ戦争では、先住民であるヘレロとナマ人に対する大規模な虐殺に加担している。
ドイツ側の国勢調査では、レホボスにおけるバスターの人口は、1912年に3,000人にまで増加していることと、彼らが兼ね備えている高い移動性を指摘している。
レホボスとドイツは、第一次世界大戦勃発後の1914年まで、20年以上も緊密な関係を保っていた。ドイツの植民地防衛隊は、障碍のないバスターの男性全員に兵役義務を課そうとしたが、このことはバスター社会から反発を買う結果を招いた。
植民地防衛隊は、イギリスと同盟を結んでいる南アフリカ連邦防衛軍には、ほとんど勝ち目がないと見込んでおり、バスターも双方に対して中立を維持しようと試みる一方で、日和見主義的なスタンスによって、ただでさえ縮小された自治権が完全に失われる、という最悪の事態が起きる可能性とも葛藤することとなった。
白人同士の戦争に、同胞の若者たちを出征させたくないと考えていたバスター協議会は、テオドール・ザイツ総督と、バスター兵は後方支援にのみ従事させるという合意に達したと捉えていた。協議会は、バスター兵達が通常の兵士と見なされることを危惧し、彼らにドイツ軍の軍服を着用することを認めなかった。しかし、協議会の抗議にもかかわらず、バスター兵たちには自身たちの居留地から遠く離れた場所での任務が割り当てられることとなった。
1915年2月に、とある収容所で南アフリカ人捕虜の監視にバスター兵が割り当てられた際は、捕虜の内50名に看守兵と親類関係にあるカラードの人間がいたことから、親族同士を看守と捕虜の立場に置くという措置に対して、バスター兵から抗議の声があがった。看守兵の一部が捕虜の脱獄を手助けする事態にまで発展し、ドイツ側はバスター兵に割り当てる弾薬の数を制限する懲罰措置を取った。
レホボス・バスターの第2代部族長となったコーネリアス・ファン・ヴィックは、1915年4月1日にウォルビスベイで南アフリカのルイス・ボータ首相と密会した。会談の場でファン・ヴィックは、南アフリカがドイツ領南西アフリカを併合した場合、バスターの領土と権利が認められることを保証するように働きかけた。ボータもファン・ヴィックに対し、これ以上バスター兵を戦闘に参加させないように忠告した。
南アフリカの勝利により、ドイツ軍の将校たちはバスター協議会に、捕虜とバスター警備隊を北に移動させることを助言した。会合において、ドイツ側はバスターに対して決断をするまでの期限として、3日の猶予を与えた。協議会は、警備隊を北部へ退避させることは、南アフリカがバスター警備隊を完全な敵対勢力と見なし、危険に晒される事態を招いてしまうことを危惧した。これにより、バスターは協議会・兵側ともにドイツ側の提案を拒否する決断を下した。1915年4月18日夜に、300名のバスター兵たちは、2台のウォーワゴンに乗り込んでドイツ軍から集団脱走し、レホボスへ遁走する計画を立てた。しかし、計画はドイツ軍の知るところとなり、ドイツ側はバスター兵達を武装解除させた。その過程で、非武装のバスター1名が殺害された。大慌てとなった協議会側は、問題の解決を図るべく、ドイツ側への接触を試みたものの、レホボスのバスター社会は、激しい怒りに包まれることとなった。
混乱の最中、バスターとナマ人の警察官は、レホボスの居留地内でドイツ軍将校の武装解除を試み、1人に重傷を負わせ、もう1人を殺害した。また、ナマ人警官が率いる武装集団は、ドイツ人住民への無差別殺人を実行した。
1915年4月22日に、ドイツ軍は一連のバスター側の行動は保護条約に違反する敵対的なものと見なすことを書面で通知した。ザイツ総督は、レホボスを攻撃することを意図して、バスターとの保護条約を破棄した。ファン・ヴィックはその旨をボータ首相に知らせ、ボータはバスターをレホボスから遁走させるように助言した。バスターは家畜の大群を追いながら荷馬車で移動し、山地へ逃げ込んだ。時を同じくして、バスターに対するドイツの攻撃が、同地域の周辺で開始されることとなった。
ドイツ軍の基地で働いていた14歳のバスターの女児は、酒に酔った将校たちがバスターへの攻撃計画を話していることを偶然耳にして、その内容を部族長であるファン・ヴィックに報告した。これにより、女性や子供を含めた約700人のバスターが、ドイツ軍の攻撃に備えるべく、レホボスの南東80キロメートルにある山岳地帯であるサムクビスへ撤退した。その最中にファン・ヴィックは、農場に潜伏させていた自身の子供とその家族たちが、ドイツ軍に虐殺されるという悲劇に見舞われている。
1915年5月8日、ドイツ軍はサムクビスへの攻撃を開始した。そこでは、要塞が700人から800人のバスターによって守られていた。ドイツ軍は、2門の大砲と3丁のマキシム機関銃により攻勢をかけたにもかかわらず、700人から800人のバスター兵によって守られた要塞を攻略することができず、日没をもって撤退を余儀なくされた。ただ、バスター側も弾薬のほとんどを使い果たし、翌日の敗北は目に見えている状態であった。
しかし、その翌朝、ドイツ軍にはレホボスへ進攻した南アフリカ軍に応戦するために、サムクビスから撤退するように上層部から命令が下され、奇跡的にレホボスのバスター社会は、壊滅を免れることができた。この5月9日は、バスターの歴史と不屈の精神を後世に伝えるべく、現在でも毎年祝われ続けている。
バスターがレホボスへ帰還した際、一部の農場において、ドイツ人がバスターによって殺害される事態が起きた。ドイツ軍は、民間人の保護のためにいくつかの部隊を配置したが、南アフリカ軍が接近すると5月23日に撤退した。バスターたちは、ドイツ人の家畜を奪い、農場を略奪し、宣教師の家まで襲撃した。一連の惨劇は、戦後も長期間にわたって両者の間に深い禍根を残すこととなった。

## 南アフリカ委任統治領時代
ドイツは南アフリカに降伏し、1915年7月9日にコラブで和平を締結した。南アフリカは、正式に南西アフリカの統治を引き継ぐと同時に、戒厳令を敷いた。また、治安の安定化を図るべく、部族長であるファン・ヴィックに対し、ドイツ人とのあらゆる対立を回避するよう努めることと、家畜の損失やその他の問題をウィントフックの当局に報告することを助言したほか、南アフリカ軍の警備隊を定期的にレホボスへ派遣することも通達した。
第一次世界大戦の終結後、バスターは南西アフリカ一帯をバストランドのようなイギリスの保護国にすることを希望したが、南アフリカ側に拒否されただけでなく、かつてドイツ統治下では認められていた自身たちのあらゆる権利も剥奪されることとなった。
一部のバスターたちは、「レホボス自由共和国」の正当性と、共和国は国際連盟によって承認されたこと、さらに国際法は、第一次世界大戦後に国際連盟が新国家の組織における原則として使用した民族自決の願望を支持したことからも、共和国は主権国家としての地位が認められる権利があることなども主張した。1952年にバスターは、この趣旨の請願書を国際連合へ提出したが、国連からの返答はなかった。
この最中も、一部のバスターの指導者たちは、新政党を旗揚げし、南アフリカによる統治を終わらせるべく、国連による介入を請願するなどの運動を展開した。また、かねてよりアパルトヘイトに反発していたオヴァンボ人や他の先住民族も、植民地主義の終焉を望んで連帯した。
南アフリカ議会は、1976年に「レホボス自治法」を可決し、バスターは正式に一つの部族であると認定され、一定の自治権を与えられることになった。これに伴う形でバスターは、南アフリカ本国のホームランドと同等の扱いで、レホボスを中心に13,860平方キロメートルほどの面積を定められた「先住民の黒人ではない民族のホームランド」たるバスターランドに、1979年から定住するようになった。
設置後のバスターランドでは、上述した一定の自治権だけではなく、第一次世界大戦前に当時の植民地政府より与えられていた、マイノリティたる白人系住民としての様々な権利が、かつてのものに近い形で再度認められるなど、南アフリカ本国のものを含めた他のホームランドとは異なる、例外的な措置が取られることとなった。
1981年の国勢調査では、南西アフリカにおけるバスターの人口は、35,000人弱にまで達したことが明記された。
バスターランドは、ナミビア独立直前の1989年7月29日に解体された。

## ナミビア独立以降
1990年の独立に伴い、ナミビアでは国内におけるマジョリティであるオヴァンボ人を中心に構成された南西アフリカ人民機構（SWAPO）が、政権を掌握することとなった。
以降のSWAPOは、上述の通り非白人の中では優遇されていたバスターの土地を収用し、共同体として保持していた財産を没収した。さらに、バスターが住んでいた土地を分割するための、新たな選挙制度が導入されることとなった。結果として、バスターはそれまでの所有地を、他民族から侵され始め、生活基盤である牧畜業にも、著しい支障が出るようになってしまった。皮肉なことに、マイノリティたる白人系住民であるがゆえに、独立後はアパルトヘイト時代以上の苦境に立たされることとなってしまったのである。多くのバスターは、SWAPOが国家を代表していることを認める一方で、オヴァンボランドにおける自身らの政治的基盤への利益を、極端に誘導しすぎているのでは、と疑念を抱くようになった。
部族長協議会は、新政府によって没収され、バスター以外に売却されたと主張するレホボスにおける土地に対する補償を求めた。協議会には当事者適格が与えられたが、1995年の高等裁判所における判決では、レホボスの土地は、レホボス・バスター社会によって、当時のナミビア政府に自発的に引き渡された、という判決を下した。
1998年に、ハンス・ディーアハールド部族長は、国連の自由権規約人権委員会に対して、ナミビアにおけるバスターへの権利侵害を告発し、正式に苦情を申し立てた。2000年に同委員会は、ナミビア政府がアフリカーンス語の公用語から除外したことは、自由権規約第27条に違反する、バスターに対する言語差別であると認定した。
1999年に第6代部族長として選出されたジョン・マクナブは、かつてバスターが所持していた土地を、政府が無断で国有地にしたうえに、二束三文で他民族に売却したことと、同胞の農民たちが法外な額で買い戻すことを余儀なくされたことを、たびたび国内外に主張し続けている。
2006年に、サムクビスの日の祝典準備が進んでいた際、著名なソーシャルワーカーであるHettie Rose-Juniusは、組織委員会にナマ人の代表を祝祭へ招待するように打診したものの、委員長は先の反独闘争において、バスターとナマ人は共闘関係にあったわけではないとして、提案を拒否した。
2007年2月に、バスター協議会は代表なき国家民族機構（UNPO）に加入することを表明した。2012年11月以降、UNPOはナミビア政府に対して、同国における他の民族と同様に、バスターに対する「伝統的権威」を認めるように勧告している。